# Ryan Fulton
Ryan Fulton (* 23. Mai 1996 in Burnley) ist ein schottischer Fußballtorhüter.

## Karriere

### Verein
Ryan Fulton wurde im Jahr 1996 im englischen Burnley geboren. Im Jahr 2007 kam er zum FC Liverpool. Bei den Reds spielte er in den Jugendmannschaften von der U-10 bis zu der U-21-Altersklasse. Für die U-19-Mannschaft spielte Fulton in der UEFA Youth League 2014/15. In der U-21 konkurrierte er mit Lawrence Vigouroux in der Saison 2015/16 um den Stammplatz im Tor. Mit der Profimannschaft der Liverpooler reiste er im Jahr 2015 als dritter Torhüter hinter Simon Mignolet und Ádám Bogdán für die Saisonvorbereitung nach Thailand, Australien und Malaysia. Ohne einen Einsatz für die erste Mannschaft absolviert zu haben, wurde Fulton im Januar 2016 für fünf Monate zum englischen Viertligisten FC Portsmouth verliehen. Bei den Pompeys kam Fulton zwölfmal in der Viertligasaison 2015/16 zum Einsatz. Im Juli 2016 folgte eine Leihe für den 20-jährigen zum englischen Drittligisten FC Chesterfield. In den ersten Saisonspielen vertrat er den etatmäßigen Stammtorwart Tommy Lee, der sich eine Schulterverletzung zugezogen hatte.

### Nationalmannschaft
Der gebürtige Engländer Fulton spielte ab dem Jahr 2011 in den Juniorennationalmannschaften von Schottland. Sein Debüt gab er im Mai 2011 in der U-15 gegen Belgien. Weitere Einsätze folgten in der U-16 in den Jahren 2011 und 2012. Im Jahr 2014 spielte Fulton sechsmal in der schottischen U-19.